# Alessandro Nini

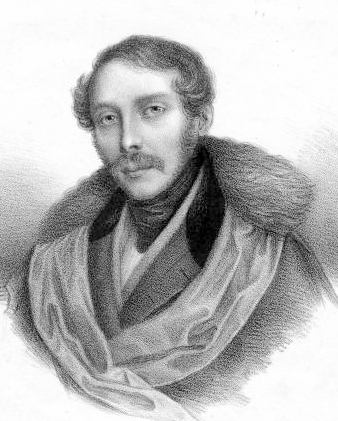
Alessandro Nini (1837)

Alessandro Nini (* 1. November 1805 in Fano bei Pesaro; † 27. Dezember 1880 in Bergamo) war ein italienischer Komponist.

## Leben
Alessandro Nini ist heutzutage weniger bekannt für seine Opern, vielmehr durch die Heirat mit der damals berühmten Sopranistin Marianna Barbieri-Nini (1818–1887), welche als erste die Rolle der Lady Macbeth in Verdis Oper (uraufgeführt 1847 in Florenz) verkörperte. Zu Nini's Schaffen zählen acht Opern (La marescialla d'Ancre ist die bekannteste davon), Kirchenmusik, Kammermusik sowie Sinfonien. Er trug auch einen Teil zu dem Requiem Messa per Rossini der Totenmesse von Rossini bei, nämlich im fünften Abschnitt der II. Sequentia, Ingemisco für Solo Tenor und Chor.

## Opern
- Ida della torre (UA 11. November 1837 in Venedig)
- La marescialla d'Ancre (UA der 1. Fassung am 23. Juli 1839 in Padua, Libretto: Giovanni Prati, Ursprungstext von Alfred de Vigny)
- La marescialla d'Ancre (UA der 2. Fassung 1840 in Florenz)
- La marescialla d'Ancre (UA der 3. Fassung 1847 in Mailand)
- Cristina di Svezia (UA am 6. Juni 1840 in Genua)
- Margherita d'Yorck (UA am 21. März 1841 in Venedig)
- Odalisa (UA am 19. Februar 1842 in Mailand)
- Virginia (UA am 21. Februar 1842 in Genua)
- Il corsaro (UA am 25. September 1847 in Turin)